# 二ノ平
二ノ平（にのたいら）は神奈川県足柄下郡箱根町の大字。箱根彫刻の森美術館や箱根温泉のひとつである二ノ平温泉で知られる。

## 地理
箱根町中部に位置し、箱根町の強羅、元箱根、芦之湯、小涌谷、底倉、および木賀と隣接する。
町の南側に箱根山中央火口丘の丸山、西側には早雲山がそびえ、早雲山の東斜面に二ノ平温泉の温泉街が広がる。温泉街の中央には県道723号線が通り、それに沿うように箱根登山電車が走る。同線の彫刻の森駅横には、1969年に国内初の野外美術館として開園した箱根彫刻の森美術館があり、箱根の有名な観光スポットの一つとなっている。

### 山岳
- 箱根山中央火口丘
  - 早雲山
  - 丸山

### 河川
- 須沢（早川の支流）

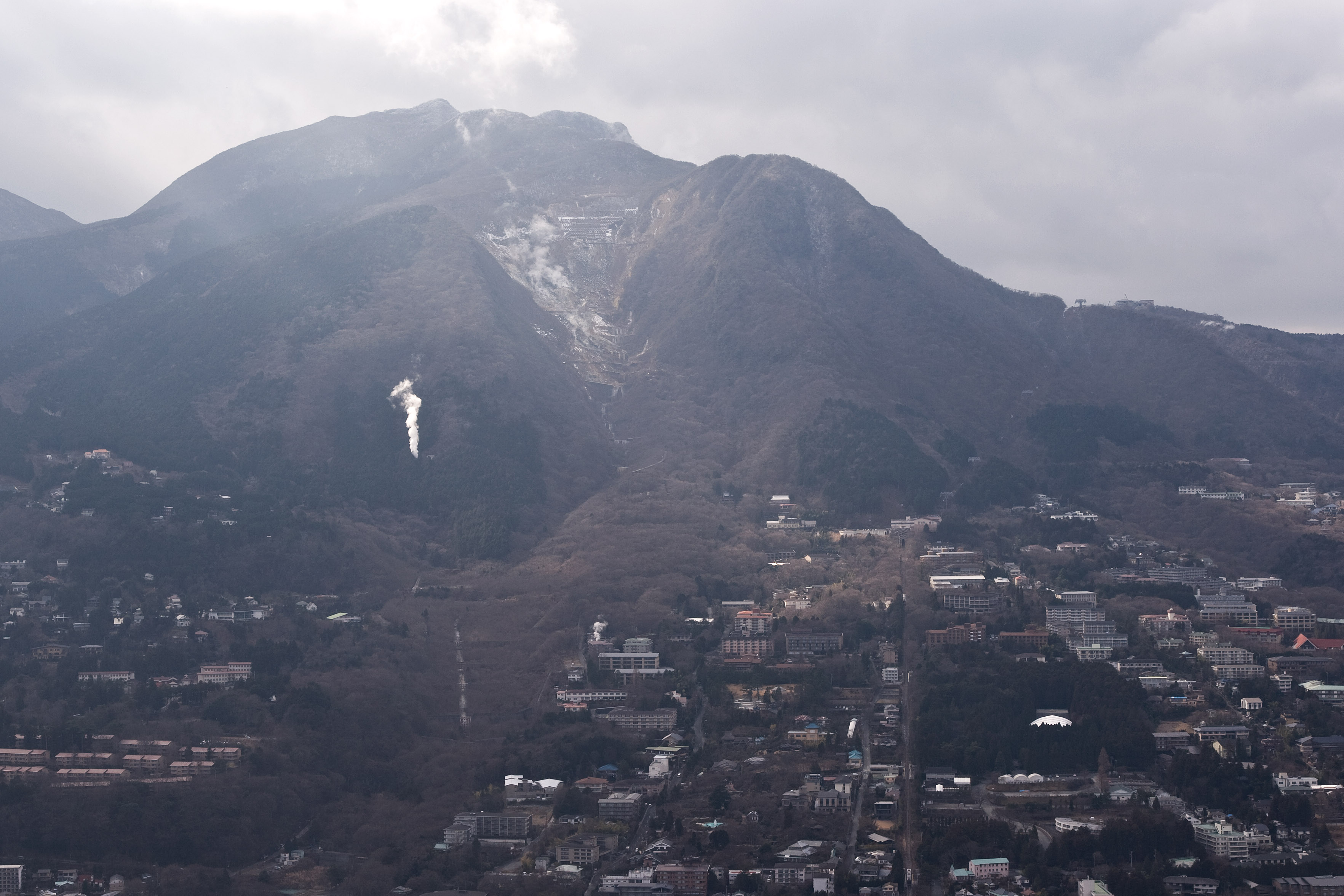
早雲山
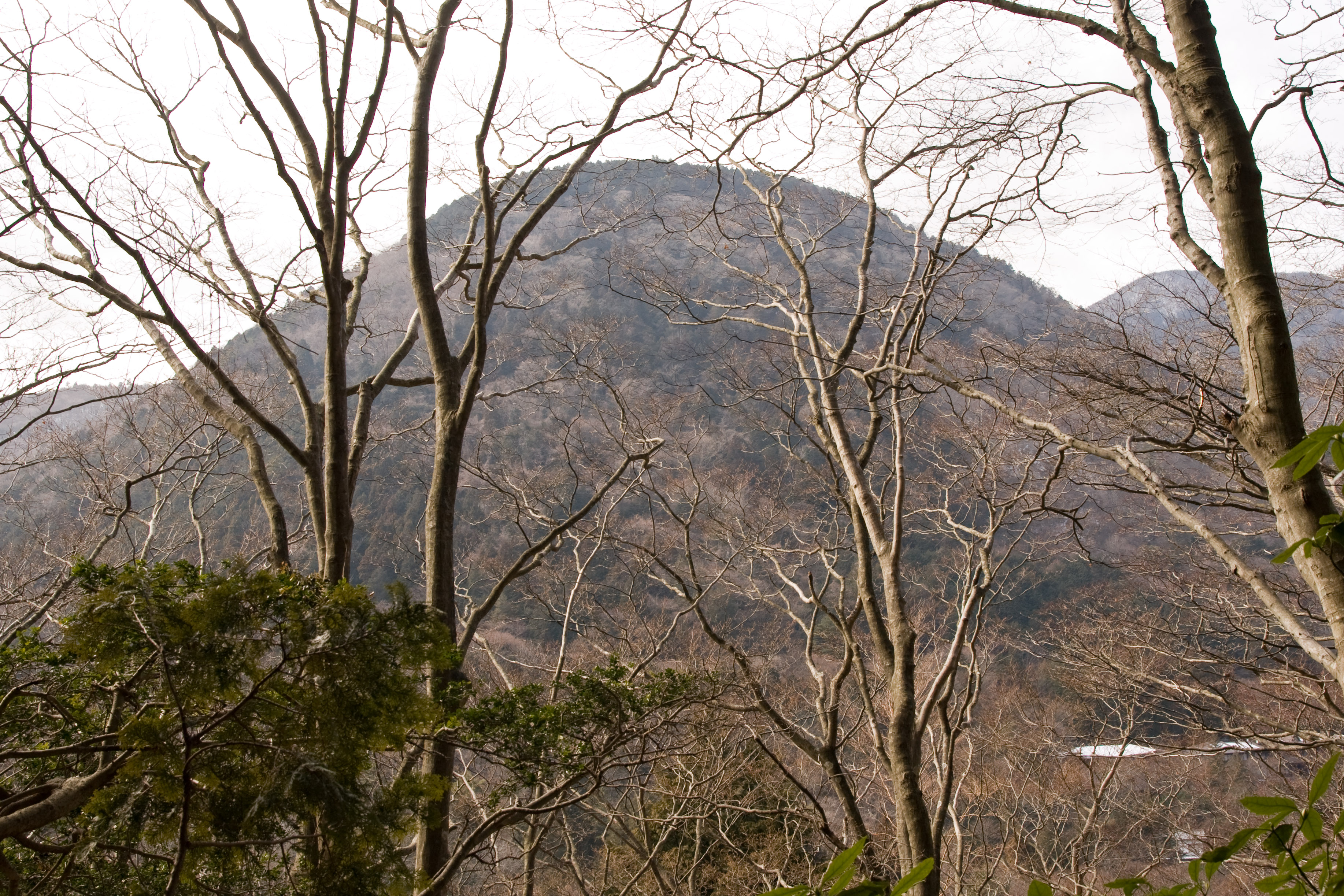
丸山

## 世帯数と人口
2020年（令和2年）10月1日現在（国勢調査）の世帯数と人口（総務省調べ）は以下の通りである。
| 大字   | 世帯数  | 人口  |
| ------ | ------- | ----- |
| 二ノ平 | 314世帯 | 464人 |

### 人口の変遷
国勢調査による人口の推移。
| 年                 | 人口  |
| ------------------ | ----- |
| 1995年（平成7年）  | 1,281 |
| 2000年（平成12年） | 603   |
| 2005年（平成17年） | 509   |
| 2010年（平成22年） | 521   |
| 2015年（平成27年） | 470   |
| 2020年（令和2年）  | 464   |

### 世帯数の変遷
国勢調査による世帯数の推移。
| 年                 | 世帯数 |
| ------------------ | ------ |
| 1995年（平成7年）  | 777    |
| 2000年（平成12年） | 286    |
| 2005年（平成17年） | 249    |
| 2010年（平成22年） | 298    |
| 2015年（平成27年） | 287    |
| 2020年（令和2年）  | 314    |

## 事業所
2021年（令和3年）現在の経済センサス調査による事業所数と従業員数は以下の通りである。
| 大字   | 事業所数 | 従業員数 |
| ------ | -------- | -------- |
| 二ノ平 | 55事業所 | 514人    |

### 事業者数の変遷
経済センサスによる事業所数の推移。
| 年                 | 事業者数 |
| ------------------ | -------- |
| 2016年（平成28年） | 60       |
| 2021年（令和3年）  | 55       |

### 従業員数の変遷
経済センサスによる従業員数の推移。
| 年                 | 従業員数 |
| ------------------ | -------- |
| 2016年（平成28年） | 622      |
| 2021年（令和3年）  | 514      |

## 交通

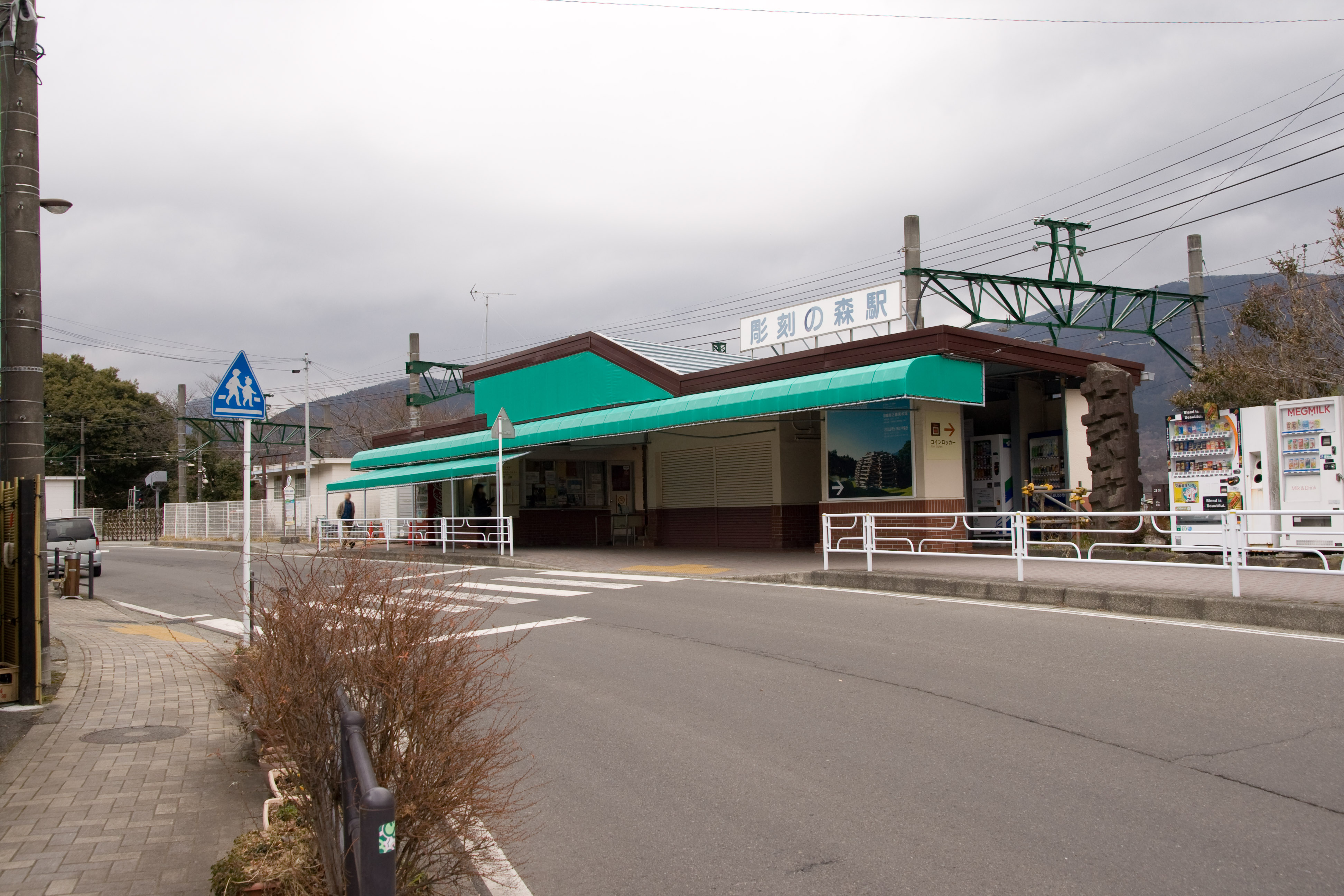
彫刻の森駅

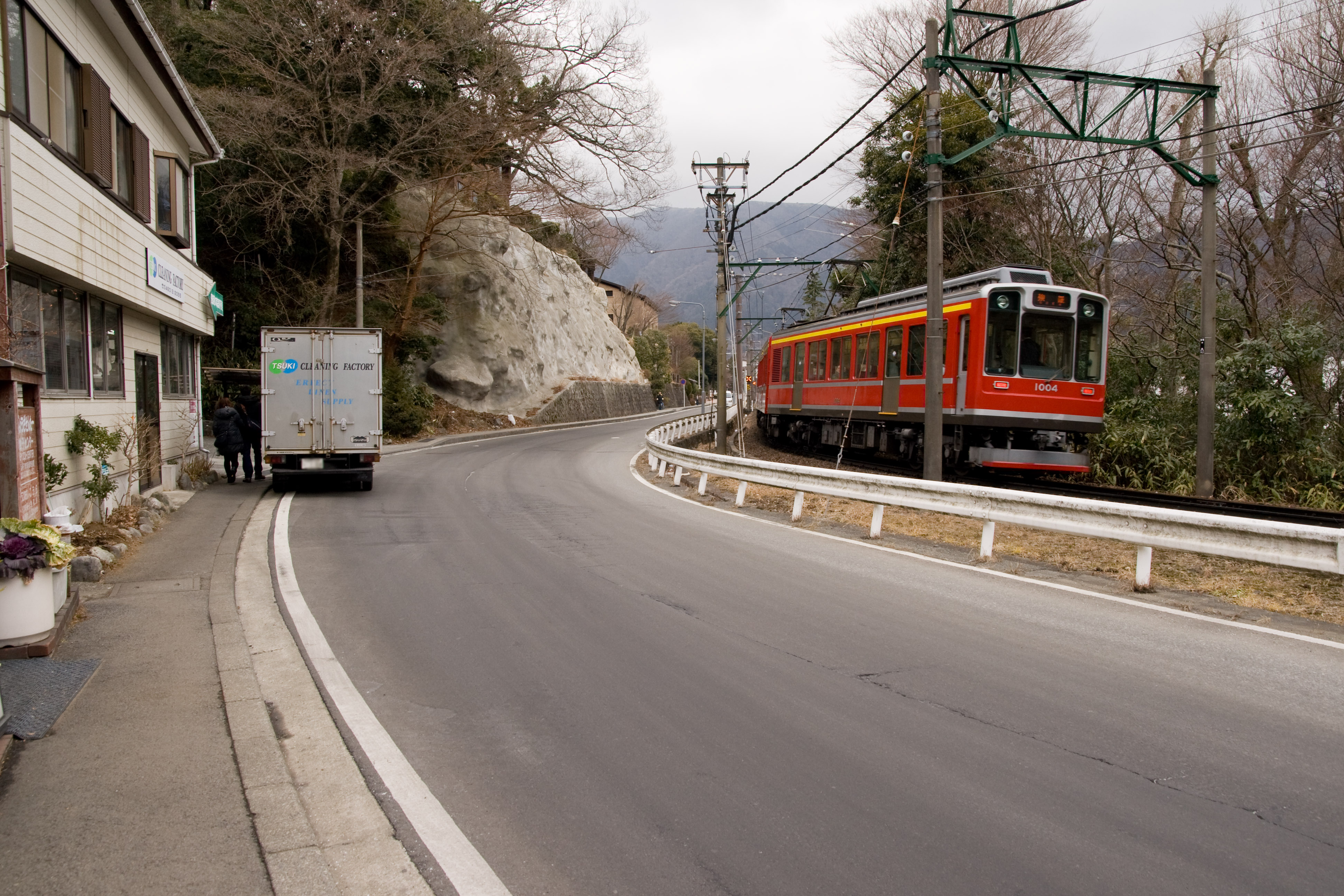
二ノ平地区から隣接する強羅地区にかけての県道723号線は箱根登山電車と並走する（須沢・強羅橋付近）

### 鉄道
- 小田急箱根 鉄道線（箱根登山電車）
- 彫刻の森駅 -

※かつては「二ノ平駅」と呼ばれていたが、彫刻の森美術館開園後の1972年に現在の「彫刻の森駅」に改称された

### バス
- 箱根登山バス

### 道路
- 神奈川県道723号関本小涌谷線 - 仲人橋・強羅橋が架かる。
- 神奈川県道734号大涌谷小涌谷線 - 須沢橋が架かる。

## 施設
- 箱根町立箱根中学校 - 2008年に湯本中学校、箱根明星中学校、仙石原中学校の3校が統合してできた中学校[14]。
- 箱根 彫刻の森美術館
- 二ノ平温泉
  - 亀の湯
- 箱根小涌園 - 小涌谷地区と二ノ平地区にまたがるリゾート施設。
  - ユネッサン
  - ユネッサン イン

## その他

### 日本郵便
- 郵便番号 : 250-0407[3]（集配局 : 箱根宮ノ下郵便局[15]）。